# Heidi Johansen-Berg
Heidi Johansen-Berg (*  1974) ist eine britische Neurowissenschaftlerin und Hochschullehrerin.

## Leben und Wirken
Johansen-Berg studierte ab 1994 Experimentelle Psychologie an der Universität Oxford. Nach ihrem Abschluss setzte sie ihre Studien dort fort – gefördert durch den Wellcome Trust – und erlangte 2002 den Doktorgrad in Neurowissenschaften. Sie ist Professorin für Kognitive Neurowissenschaften und Direktorin des Wellcome Centre for Integrative Neuroimaging der Universität Oxford. Sie erforscht neuronale Plastizität nach Hirnschädigungen und während natürlicher Alterungsprozesse.
Johansen-Berg war von 2010 bis 2012 Vorsitzende bei der Organization for Human Brain Mapping. 2016 wurde sie mit der Wellcome Trust Principal Research Fellowship ausgezeichnet. 2024 wurde sie zum Mitglied der Royal Society gewählt. Für 2025 wurde ihr der Preis der Feldberg Foundation zugesprochen.

## Forschung
Johansen-Berg leistete einen wichtigen Beitrag zum besseren Verständnis von neuronaler Plastizität nach Hirnläsionen. Sie publizierte außerdem eine der ersten fMRT-Längsschnittstudien zur Rehabilitation nach Schlaganfällen, in der sie zeigen konnte, dass positive Behandlungserfolge mit einer erhöhten Beanspruchung diverser motorischer Areale assoziiert sind.